# Янушкевич, Евстафий
Евстафий Янушкевич (26 ноября 1805 — 27 августа 1874, Париж) — российский польский книгоиздатель, публицист и патриот, один из руководителей Польского восстания 1830—1831 годов против царских властей. Брат Адольфа Янушкевича. 

## Биография
Окончил юридический факультет Виленского университета. После поражения восстания 1831 года эмигрировал в Париж.
Основал и издавал в Париже газету «Польский пилигрим» („Pielgrzym Polski“), которую с 1832 года редактировал Адам Мицкевич. В Париже основал книжный магазин и издательство литературы на польском языке, а также эмигрантскую организацию под названием «Общество Литовское и земель русских» („Towarzystwo Litewskie i Ziem Ruskich“). С 1856 года состоял членом редакционного комитета историко-литературного общества в Париже. Собрал путевые заметки брата, которые Ф. Вротновски опубликовал под названием «Жизнь А. Янушкевича и его письма из киргизских степей» (Париж, 1861, книги 1—2). Автор воспоминаний.
Основные произведения: „Stan nauk i literatury we Francji za panowania Ludwika XIV-go“ (Вильно, 1825); „Kilka słów o Drukarni Polskiej“ (Париж, 1835); „Ostatnie chwile Joachima Lelewela“ (Познань, 1861, 2—е издание — Париж, 1862, 3-е издание — Познань, 1863); „Krótki wykład historii i jeografii polskiej“ (Париж, 1866); „Wspomnienia z czasu oblężenia Paryża“ (Краков, 1871).
Умер в Париже и похоронен на кладбище  в Монморанси.